# Hans Bayer (Schauspieler)

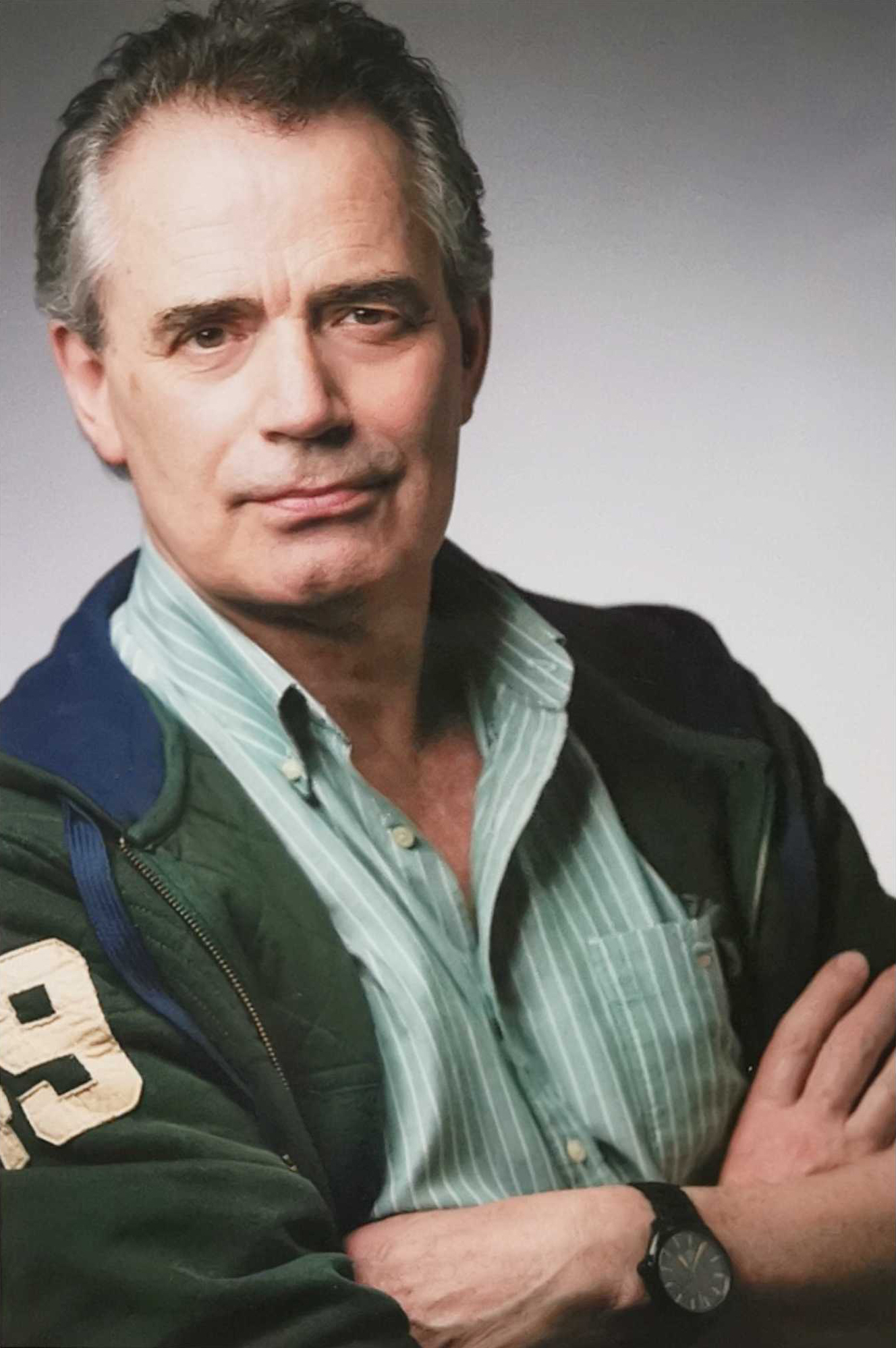
Hans Bayer (2019)

Hans Bayer (* 1. Juni 1947) ist ein deutscher Schauspieler, Sänger, Hörspielsprecher und Synchronsprecher.

## Werdegang
Hans Bayer wurde am Wiener Max-Reinhardt-Seminar zum Schauspieler ausgebildet. Er erhielt Theaterengagements an den Städtischen Bühnen Frankfurt, in Osnabrück, Bielefeld, Würzburg, an der Landesbühne Hannover, dem Schlosstheater Celle und am Stadttheater Ulm; er war auch als Theaterregisseur tätig. Seit 1986 ist Bayer freischaffend tätig; er verkörperte den Faust, neben Nikolaus Paryla als Mephisto, Cassius in Julius Cäsar, Karl Moor in Schillers Die Räuber, Florindo in Goldonis Der Diener zweier Herren und Leonhard Vole in Agatha Christies Zeugin der Anklage, neben Karl Schönböck und Johanna Liebeneiner.
Im Fernsehen sah man Hans Bayer u. a. in SOKO 5113, Die Wache, Jede Menge Leben, Verbotene Liebe, Lindenstraße oder Alles was zählt.
Ab 1986 trat Bayer auch vermehrt als Synchronsprecher für Filme, Serien, Videospiele und Hörspiele in Erscheinung. Seine wohl bekannteste Rolle ist die des Mr. Turner in Cosmo & Wanda – Wenn Elfen helfen, diese Rolle synchronisierte er auch in den Realverfilmungen mit Drake Bell, dort wurde Mr. Turner von Daran Norris verkörpert, der die Rolle auch im Original der Fernsehserie synchronisiert. Nebenbei synchronisierte er auch Schauspieler wie Vincent Price, David Carradine, Willem Dafoe oder Jeff Daniels. Für die SpongeBob-Schwammkopf-Videospiele war er oft als Sheldon J. Plankton zu hören. Des Weiteren war er auch in mehreren Hörspielen zu hören, u. a. in Sherlock Holmes oder Gruselkabinett von Titania Medien.
Hans Bayer lebt in Berlin. Sein Sohn Julian Bayer ist ebenfalls Schauspieler

## Synchronrollen (Auswahl)

### Filme & Serien
- 1998: Unter uns (Fernsehserie, als Martin Winterthal)
- 2000–2017: Cosmo & Wanda – Wenn Elfen helfen, als Timmys Dad
- 2005: Doctor Who, als Mr. Cole
- 2005: Harsh Times – Leben am Limit, als Agent Richards
- 2006–2009: Robin Hood, als Edward
- 2009–2010: Fullmetal Alchemist als Dominic (Daisuke Gōri)
- 2009–2010/seit 2019: Bleach (Manga) als Isshin Kurosaki
- 2010: A Beginner’s Guide to Endings, als Onkel Pal
- 2012–2014: Magi: The Labyrinth of Magic, als S Nando
- 2013: Tenkai Knights, als Granox
- 2014–2016: Yo-kai Watch, als Möter
- 2014–2015: Fullmetal Alchemist: Brotherhood als Dominic (Shouzou Iizuka)
- 2015: Overlord, als Sebas Tian
- 2016–2025: My Hero Academia, als Dr. Tsubasa/Dr. Kyudai Garaki (Minoru Inaba)[2]
- 2017–2019: Hunter x Hunter als Erzähler
- 2018: Aquaman, als Thomas Curry (Temuera Morrison)
- 2019: Aladdin, als Sultan
- 2019: Ninjago, als General Vex (Michael Kopsa) (Fernsehserie, 15 Folgen)
- 2019: Gösta (Fernsehserie), als Göstas Vater Tomas
- 2019: Star Wars: Der Aufstieg Skywalkers, als Allegiant General Enric Pryde (Richard E. Grant)
- 2020: The Grudge, als William Matheson
- 2020–2024/: Solar Opposites als The Duke (Alfred Molina)
- 2020: Kiss Me Kosher, als Ibrahim Hamati
- 2021: Loki, als Klassischer Loki (Richard E. Grant)
- 2021: What If…? als Generell Thaddeus Ross (Mike McGill)
- 2021: Shang-Chi and the Legend of the Ten Rings als Trevor Slattery (Ben Kingsley)
- 2021: CSI: Vegas als Jim Brass (Paul Guilfoyle)
- 2022: Nicht ganz koscher als Gaon (Makram Khoury)
- 2023: Der Junge und der Reiher als Großonkel/Herr des Turms (Shōhei Hino)
- 2025: Das Haus David als König Saul (Stephen Lang)

### Spiele
- 1996–2000: Max und Mario, als Dr. Düster
- 1998: Grim Fandango, als Don Copal
- 2007: Overclocked, als Detective Morietti
- 2011: The Witcher 2: Assassins of Kings, als Foltest
- 2015: The Witcher 3: Wild Hunt – Hearts of Stone, als Gaunter o’Dimm
- 2017: Gwent: The Witcher Card Game, als Foltest und Gaunter
- 2018: Assassin’s Creed Odyssey, als Barnabas

## Hörbücher
- 2021: Bodo Schäfer: Der Weg zur finanziellen Freiheit: Ihre erste Million in 7 Jahren, Bodo Schäfer Akademie GmbH (Audible)